# The wanderings of Oisin

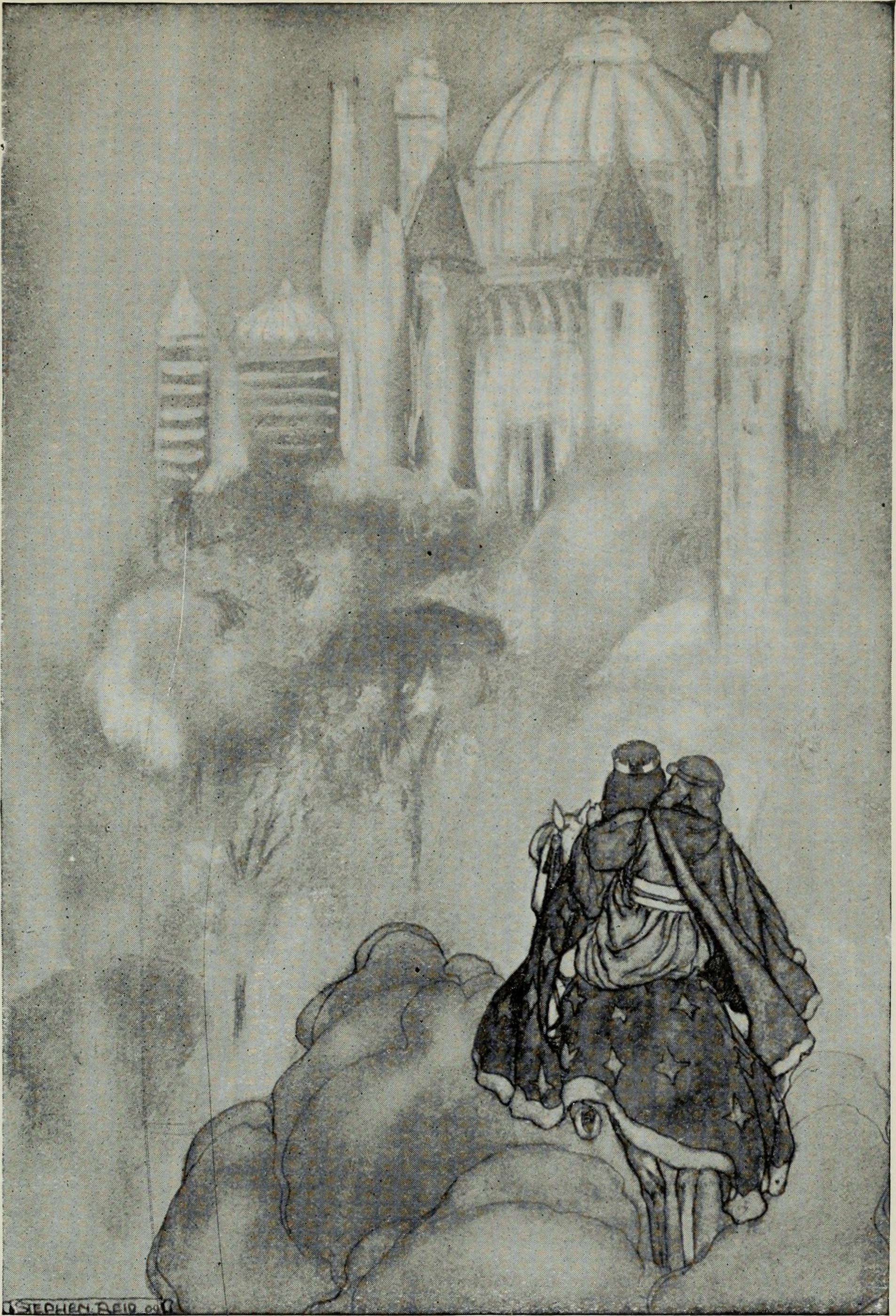
Oisín och Niamh, illustration av Stephen Reid från Myths and legends. The Celtic race, 1910

"The wanderings of Oisin" ("Oisins vandringar") är en berättande dikt från 1889 av den irländske författaren William Butler Yeats. Ämnet är från irländsk mytologi och handlar om hur poeten Oisín reser iväg med en sidhe och lever som odödlig i 300 år, för att därefter återvända till ett kristnat Irland. Dikten är uppdelad i tre böcker som vardera täcker 100 år. Den första boken är skriven på jambisk tetrameter, den andra på jambisk pentameter och den tredje på anapestisk hexameter.
Yeats började skriva dikten i oktober 1886, när han var 21 år gammal. Med 915 rader är det den längsta dikten han någonsin skrev. Det var också den sista episka dikten han skrev. Den trycktes 1889 i Yeats' första diktsamling The wanderings of Oisin and other poems. Den blev hyllad av bland andra Edward Dowden, William Ernest Henley och William Morris.

## Handling
Den åldrade poeten Oisín berättar för sankt Patrik om sina upplevelser de senaste 300 åren. Sidheprinsessan Niamh blev förälskad i Oisín och förde med honom till odödlighetens öar. I 100 år levde han lyckligt med sidherna, men när Oisín hittade ett spjut på stranden väcktes hans saknad efter fenierna, hans medkämpar på Irland.
Niamh förde Oisín till en annan ö. Där kämpade han i 100 år mot en demon som höll en kvinna fången. Oisín segrade till slut.
Niamh och Oisín anlände till en ö befolkad av sovande jättar. De sov och drömde tillsammans med jättarna i 100 år. Oisín valde att besöka de dödligas värld. Niamh lånade honom sin flygande häst och förklarade att han aldrig skulle kunna återvända om han satt av hästen. När han anlände till Irland fick han veta att fenierna sedan länge var utdöda och att även gudarna hade försvunnit. Oisín halkade strax efter detta av hästen och åldrades snabbt när han nuddade marken.
Sankt Patrik berättar att hjältarna från irländsk mytologi är i Helvetet. Han försöker få Oisín att bli kristen men misslyckas.